# NGC 5594
NGC 5594 је спирална галаксија у сазвежђу Волар која се налази на NGC листи објеката дубоког неба.
Деклинација објекта је + 26° 15' 59" а ректасцензија 14h 23m 10,2s. Привидна величина (магнитуда) објекта NGC 5594 износи 14,2 а фотографска магнитуда 15,0. NGC 5594 је још познат и под ознакама IC 4412, MCG 4-34-24, CGCG 133-46, NPM1G +26.0365, PGC 51391.